# All American Girls
All American Girls (englisch für „Alle amerikanischen Mädchen“) ist ein Lied der US-amerikanischen Funk- und Soulband Sister Sledge aus dem Jahr 1981.

## Hintergrund
Getextet und komponiert wurde All American Girls von Joni Sledge, Lisa Walden, Narada Michael Walden und Allee Willis. Die Produktion erfolgte durch Walden. Es ist als eine patriotische Hymne an den Feminismus und das Recht amerikanischer Frauen, die gleiche berufliche und gesellschaftliche Anerkennung wie Männer zu bekommen. Das Lied wurde von Ronald Reagans damals neu gewählter konservativer Regierung als patriotisches Propagandastück angesehen und wird oft als Soundtrack für feministische Paraden wie für Rechte schwarzer Frauen verwendet.

## Charts und Chartplatzierungen
| ChartsChartplatzierungen           | Höchstplatzierung | Wochen |
| ---------------------------------- | ----------------- | ------ |
| Deutschland (GfK)                  | 27 (16 Wo.)       | 16     |
| Vereinigtes Königreich (OCC)       | 41 (5 Wo.)        | 5      |
| Vereinigte Staaten (Billboard)     | 79 (5 Wo.)        | 5      |
| Vereinigte Staaten (Billboard R&B) | 3 (16 Wo.)        | 16     |

| ChartsJahrescharts (1981)          | Platzierung |
| ---------------------------------- | ----------- |
| Vereinigte Staaten (Billboard R&B) | 37          |

## Coverversionen (Auswahl)
- 1999: Tom Jones feat. Mousse T. – Sex Bomb (Peppermint Disco Radio Mix)
- 2000: Sébastien Léger – We Are